# Kompleks owsiano-ziemniaczany górski
Kompleks owsiano-ziemniaczany górski (12)  Kompleks ten zawiera gleby różnej jakości, ale położone w takich warunkach klimatycznych, gdzie uprawa zbóż ozimych jest mocno ograniczona. Do najważniejszych roślin uprawianych w tym kompleksie należą: owies, ziemniaki i mieszanki motylkowato-trawiaste. Na lepszych glebach udaje się również jęczmień, często uprawiany w mieszankach z owsem. W latach sprzyjających dobrze plonuje również żyto. Klimat jest najważniejszym czynnikiem ograniczającym możliwości uprawy roślin.